# Nadir Minotti
Nadir Minotti (Sarnico, 16 maggio 1992) è un calciatore italiano, centrocampista del Carpenedolo.

## Carriera

### Club
Dopo aver giocato nelle giovanili dell'Atalanta è stato aggregato alla rosa della prima squadra nella stagione 2010-2011, nella quale non è mai sceso in campo. L'anno successivo ha giocato in Serie A, giocando in totale 3 partite, con esordio in Siena-Atalanta (2-2). A fine stagione è stato ceduto in prestito alla Virtus Lanciano neopromossa in Serie B insieme all'ex compagno della Primavera nerazzurra Alberto Almici; nell'arco della stagione ha giocato una partita in Coppa Italia e 24 partite nella serie cadetta, nella quale ha segnato il suo primo gol in carriera il 15 dicembre 2012 in Virtus Lanciano-Spezia (1-1) disputando in totale 24 partite. Il prestito al Lanciano è stato riconfermato anche per la stagione 2013-2014, sempre in Serie B. A gennaio 2015 passa in prestito al Foggia, in Lega Pro; il 26 aprile 2015 segna il suo primo gol con i rossoneri, nella partita vinta in casa per 3-2 contro la Reggina. Nel corso del periodo in prestito al Foggia disputa in totale 14 partite.
Il 28 luglio 2015 viene ceduto in prestito in Serie B al Como; il 6 gennaio 2016 torna anticipatamente all'Atalanta e viene ceduto in prestito fino alla fine della stagione alla Robur Siena. Il 14 luglio 2016 viene ceduto in prestito alla Sambenedettese, neopromossa in Lega Pro, ma appena un mese più tardi lascia i marchigiani per accasarsi sempre in prestito alla Pistoiese. Nell'estate del 2017, dopo complessive 133 presenze e 9 reti in campionati professionistici, va a giocare nei dilettanti bergamaschi del Valcalepio; anche negli anni seguenti continua a giocare in Eccellenza, principalmente in club bresciani.
Calciatore polivalente in grado di svolgere diversi ruoli, nel settore giovanile dell'Atalanta giocava per lo più come mezzala ma con l'avanzare della carriera si è saputo disimpegnare in tutti ruoli del centrocampo, quindi anche mediano e trequartista risulta un giocatore completo, dotato dal punto di vista tecnico e bravo nel mandare a rete i compagni abile nell'impostazione e nella rottura del gioco risulta fondamentale nelle ripartenze data la sua frequenza nel recuperare i palloni nonostante non sia eccellente in zona gol presenta una discreta capacità negli inserimenti e un buon tiro dalla distanza

### Nazionale
Ha giocato numerose partite amichevoli con le maglie delle nazionali Under-19 ed Under-20.
Il 17 dicembre 2013 ha esordito con la maglia della B Italia in una partita amichevole contro l'Italia Under-21.

## Statistiche

### Presenze e reti nei club
Statistiche aggiornate al 18 dicembre 2017.
| Stagione               | Squadra                | Campionato             | Campionato | Campionato | Coppe nazionali | Coppe nazionali | Coppe nazionali | Coppe continentali | Coppe continentali | Coppe continentali | Altre coppe | Altre coppe | Altre coppe | Totale | Totale |
| Stagione               | Squadra                | Comp                   | Pres       | Reti       | Comp            | Pres            | Reti            | Comp               | Pres               | Reti               | Comp        | Pres        | Reti        | Pres   | Reti   |
| ---------------------- | ---------------------- | ---------------------- | ---------- | ---------- | --------------- | --------------- | --------------- | ------------------ | ------------------ | ------------------ | ----------- | ----------- | ----------- | ------ | ------ |
| 2011-2012              | Atalanta               | A                      | 3          | 0          | CI              | 0               | 0               | -                  | -                  | -                  | -           | -           | -           | 3      | 0      |
| 2012-2013              | Virtus Lanciano        | B                      | 24         | 1          | CI              | 1               | 0               | -                  | -                  | -                  | -           | -           | -           | 25     | 1      |
| 2013-2014              | Virtus Lanciano        | B                      | 25         | 2          | CI              | 0               | 0               | -                  | -                  | -                  | -           | -           | -           | 25     | 2      |
| Totale Virtus Lanciano | Totale Virtus Lanciano | Totale Virtus Lanciano | 49         | 3          |                 | 1               | 0               |                    | -                  | -                  |             | -           | -           | 50     | 3      |
| 2014-gen. 2015         | Crotone                | B                      | 13         | 0          | CI              | 1               | 0               | -                  | -                  | -                  | -           | -           | -           | 14     | 0      |
| gen.-giu. 2015         | Foggia                 | LP                     | 14         | 1          | CI+CI-LP        | 0+0             | 0               | -                  | -                  | -                  | -           | -           | -           | 14     | 1      |
| 2015-gen. 2016         | Como                   | B                      | 10         | 0          | CI              | 1               | 0               | -                  | -                  | -                  | -           | -           | -           | 11     | 0      |
| gen.-giu.2016          | Siena                  | LP                     | 13         | 1          | CI+CI-LP        | 0+2             | 0               | -                  | -                  | -                  | -           | -           | -           | 15     | 1      |
| ago. 2016              | Sambenedettese         | LP                     | 0          | 0          | CI-LP           | 1               | 0               | -                  | -                  | -                  | -           | -           | -           | 1      | 0      |
| ago. 2016-2017         | Pistoiese              | LP                     | 31         | 4          | CI-LP           | 0               | 0               | -                  | -                  | -                  | -           | -           | -           | 31     | 4      |
| 2017-2018              | Valcalepio             | Ecc.                   | 8          | 1          | CI-Dil          | 0               | 0               | -                  | -                  | -                  | -           | -           | -           | 8      | 1      |
| Totale carriera        | Totale carriera        | Totale carriera        | 141        | 10         |                 | 6               | 0               |                    | -                  | -                  |             | -           | -           | 147    | 10     |

### Cronologia delle presenze e reti in nazionale
| Cronologia completa delle presenze e delle reti in Nazionale - B Italia | Cronologia completa delle presenze e delle reti in Nazionale - B Italia | Cronologia completa delle presenze e delle reti in Nazionale - B Italia | Cronologia completa delle presenze e delle reti in Nazionale - B Italia | Cronologia completa delle presenze e delle reti in Nazionale - B Italia | Cronologia completa delle presenze e delle reti in Nazionale - B Italia | Cronologia completa delle presenze e delle reti in Nazionale - B Italia | Cronologia completa delle presenze e delle reti in Nazionale - B Italia |
| Data                                                                    | Città                                                                   | In casa                                                                 | Risultato                                                               | Ospiti                                                                  | Competizione                                                            | Reti                                                                    | Note                                                                    |
| ----------------------------------------------------------------------- | ----------------------------------------------------------------------- | ----------------------------------------------------------------------- | ----------------------------------------------------------------------- | ----------------------------------------------------------------------- | ----------------------------------------------------------------------- | ----------------------------------------------------------------------- | ----------------------------------------------------------------------- |
| 17-12-2013                                                              | Avellino                                                                | Italia Under 21                                                         | 3 – 0                                                                   | B Italia                                                                | Amichevole                                                              | -                                                                       |                                                                         |
| Totale                                                                  |                                                                         | Presenze                                                                | 1                                                                       |                                                                         | Reti                                                                    | 0                                                                       |                                                                         |

## Palmarès

### Club

#### Competizioni giovanili
- Campionato Berretti: 1

Atalanta: 2009-2010
- Torneo Città di Arco: 1

Atalanta: 2008

#### Competizioni regionali
- Eccellenza: 1

Lumezzane: 2021-2022